# Heinz Stettler
Heinz Stettler, född 1 mars 1952 i Regensdorf i Zürich, död 24 maj 2006, var en schweizisk bobåkare.
Stettler blev olympisk bronsmedaljör i fyrmansbob vid vinterspelen 1984 i Sarajevo.